# Lâu đài Savoy

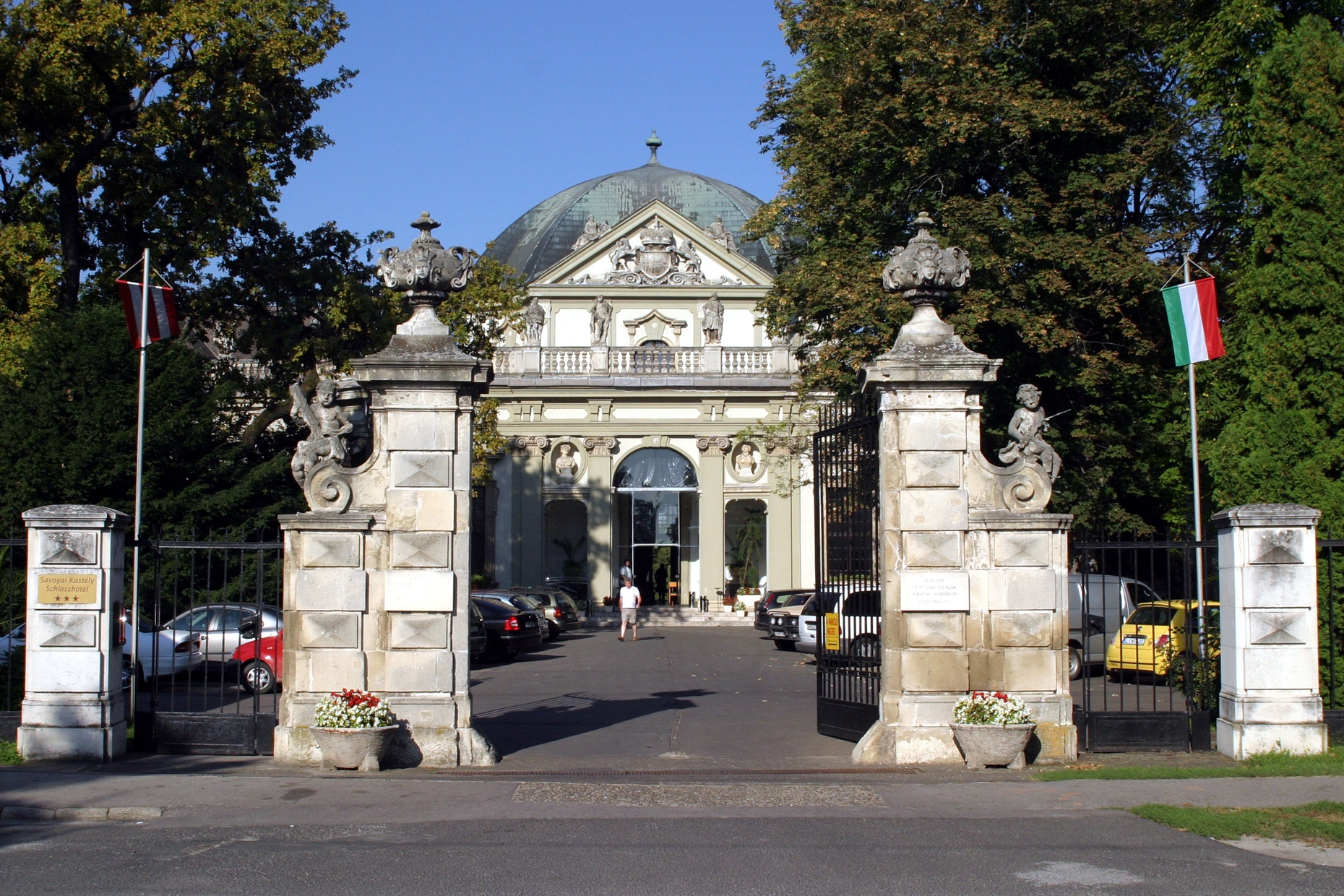
Cổng vào (2010)

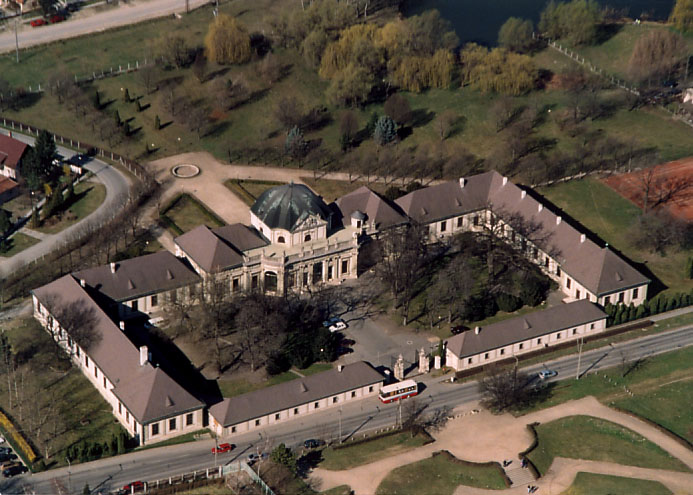
Ảnh chụp từ trên không (2006)

Lâu đài Savoy (tiếng Hungary: Savoyai Kastély) là một lâu đài lịch sử mang phong cách Baroque có từ thế kỷ 18, tọa lạc ở thành phố Ráckeve, thuộc hạt Pest, Hungary. Khu phức hợp lâu đài bao gồm các tòa nhà và một công viên rộng lớn nằm trên đảo Csepel (đảo lớn nhất trên sông Danube ở Hungary). Công trình xây dựng này có tên trong danh sách di tích. Hiện nay, lâu đài Savoy được sử dụng làm khách sạn, nhà hàng, và có cho thuê địa điểm để tổ chức các sự kiện đặc biệt.

## Lịch sử
Hoàng tử Eugène de Savoie-Carignan đã mua lại đảo Csepel vào năm 1698. Sau đó, vị hoàng tử này đã cho xây dựng một lâu đài hoành tráng vào giai đoạn 1702 - 1722. Tác giả thiết kế công trình này là kiến trúc sư Johann Lucas von Hildebrandt. Hoàng tử Eugène không sống ở đây sau khi lâu đài được xây dựng xong. Sau khi ông qua đời, khu bất động sản này thuộc về hoàng gia.
Năm 1814, gian giữa của tòa nhà, cùng với mái vòm kiểu Baroque bị lửa thiêu rụi trong một trận hỏa hoạn. Vì vậy, lâu đài Savoy được xây dựng lại. Vào giữa thế kỷ 20, lâu đài dần xuống cấp nghiêm trọng, nên sau đó được tái thiết vào những năm 1970. Sau nhiều lần trùng tu, lâu đài Savoy hiện đang được sử dụng làm khách sạn.
1. 1 2  Steve Fallon; Neal Bedford (2003). Hungary. Lonely Planet. p. 140. ISBN 978-1-74059-152-2.
2. ↑  Savoyai-kastély - muemlekem.hu
3. ↑  Craig Turp (2010). DK Eyewitness Travel Guide: Hungary. DK Publishing. p. 132. ISBN 978-0-7566-7425-0.
4. ↑  “Official website of the Savoyai Mansion Hotel”. Bản gốc lưu trữ ngày 11 tháng 6 năm 2015. Truy cập ngày 3 tháng 6 năm 2021.